# Muladi
O termo muladi (do árabe مولدونor, translit. muwallad, pl. muwalladun ou muwalladeen: "concebido por mãe não árabe"), pode designar três grupos sociais presentes na Península Ibérica, na Idade Média:
1. Cristão que abandonava o cristianismo, convertia-se ao Islão e vivia entre muçulmanos.[3] Diferenciava-se do moçárabe, que se mantinha cristão em áreas de domínio muçulmano.
2. Filho de um casamento misto cristão-muçulmano e de religião muçulmana.
3. População de origem hispano-romana e visigótica que adotou a religião, a língua e os costumes do Islão para desfrutar dos mesmos direitos que os muçulmanos no Alandalus.[3][4][5][6]

Dentro do terceiro grupo distingue-se a nobreza visigoda, que acabou por fundir-se com a árabe, embora em zonas distantes tenha protagonizado movimentos secessionistas, como o dos Banu Cassi.
Já nas camadas mais humildes da população, uma larga margem optou pela conversão, independentemente de quaisquer considerações religiosas, apenas para se livrar dos impostos territoriais e pessoais, que recaíam sobre os cristãos, bem como para se eximir do risco de ser escravizados, se fossem tidos como insubmissos ao domínio mouro.
Com efeito, a possibilidade de conversão foi usada, amiúde, como um expediente para aliciar as populações a trair ou dar de vencido os seus conterrâneos que não quisessem submeter-se ao domínio muçulmano. É digna de nota a traição de Ezerag de Condeixa, relatada no «Livro dos Testamentos» do Mosteiro de São Mamede de Lorvão, aquando da reconquista de Coimbra, às mãos de Almançor, em 987. Quando a cidade foi tomada e a população fugiu, escondendo-se nos montes e brejos das cercanias de Coimbra, Ezerag, natural da vila de Condeixa, apresentou-se ao recém empossado governador da cidade, Farfon Iben Abdella, e convertou-se ao Islão.
Advertiu, então, as autoridades mouras da presença de muitos dos seus conterrâneos e doutros cristãos escondidos nos montes das cercanias, tendo-lhe sido dada a chefia dum regimento de 30 cavaleiros muçulmanos. Acompanhado deles, foi ter com os cristãos escondidos, mentindo-lhes acerca das suas intenções e dando a entender que lhes conseguira granjear uma amnistia junto de Farfon Iben Abdella e que eram livres de regressar às suas casas. Assim que os cristãos se revelaram, prendeu-os e escravizou-os. Vendeu-os por 6 peças de prata, à cabeça, em Santarém, tendo o produto da venda sido ulteriormente remetido ao Almançor, em Sevilha. Com o produto da venda, obteve então moinhos e azenhas, bem como algumas propriedades nas cercanias de Coimbra.   
Não obstante, no século IX, as diferenças socioeconómicas do Alandalus geraram frequentes tensões, manifestas na sublevação do Arrabal ou na rebelião de Omar ibne Hafeçune. Este último, que se tornou célebre, nasceu em Ronda, de família goda e o avô convertera-se ao islamismo. Chegou a controlar politicamente uma área importante do Alandalus, tendo-se convertido ao Cristianismo em 899 e instalado um bispo cristão em Bobastro.